# Raz
Raz (persiska: راز) är en ort i Iran. Den ligger i provinsen Nordkhorasan, i den nordöstra delen av landet, 1 274 meter över havet.
Raz är administrativt centrum för delprovinsen (shahrestan) Raz och Jargalan.